# بایسوایل
بایسوایل (به آلمانی: Baisweil) یک شهر در آلمان است که در استالگوی واقع شده‌است.